# Jaíba
Jaíba is een gemeente in de Braziliaanse deelstaat Minas Gerais. De gemeente telt 32.190 inwoners (schatting 2009).

## Aangrenzende gemeenten
De gemeente grenst aan Gameleiras, Itacarambi, Janaúba, Matias Cardoso, Pai Pedro, Porteirinha, Varzelândia en Verdelândia.